# Оман, Ральф
Ральф Оман (род. в 1940 г. в Хантингтоне, штат Нью-Йорк) — американский юрист, наиболее известен как регистратор авторских прав США с 1985 по 1994 годы. Оман внёс весомый вклад в подготовку Закона об авторском праве США 1976 года и способствовал подписанию США Бернской конвенции.

## Биография
В 1960—1961 годах учился в Парижском университете, в 1962 году получил степень бакалавра искусств и истории в Гамильтонском колледже в Нью-Йорке. С 1962 по 1964 работал сотрудником дипломатической службы Государственного департамента США в Саудовской Аравии. С 1965 по 1970 год принимал участие во Вьетнамской войне.
В 1973 году Оман получил степень доктора юридических наук в Джорджтаунском университете, где он работал в качестве исполнительного редактора Джорджтаунского журнала международного права (англ. Georgetown Journal of International Law). После этого Ральф Оман работал в Окружном колумбийском суде и Верховном суде США. Оман был младшим юристом судьи Окружного суда по округу штата Мэриленд Чарльза Стэнли Блэра. С 1974 по 1975 год Оман был работал адвокатом в Антитеррористическом отделе Департамента юстиции США.
В 1975 году Оман начинает работать в Сенате США на сенатора от штата Пенсильвания Хью Скотта в качестве главного юрисконсульта меньшинства в Подкомитете по патентам, товарным знакам и авторским правам. Находясь на этой должности, он помог сенатору разработать текст и обсудить компромиссы, которые привели к принятию Закона об авторском праве 1976 года. В 1977 году сенатор Скотт ушел в отставку и Оман стал старшим юристом его преемника, сенатора Чарльза Матиаса, одного из сторонников жёсткой политики в области авторского права. В 1982 году Оман стал главным советником вновь возрожденного Подкомитета по патентам, авторским правам и товарным знакам, а в 1985 году он назначил первое слушание в Сенате за последние 50 лет на приверженность США к Бернской конвенции об охране литературных и художественных произведений.
23 сентября 1985 Ральф Оман был назначен регистратором авторских прав, находясь на своей новой должности он способствовал подписанию Соединенными Штатами Америки Бернской конвенции в 1989 году.
В 1990 году Оман возглавлял делегацию США на дипломатической конференции, на которой был принят Вашингтонский договор о защите микрочипов, и в этом же году он был сопредседателем Празднования двухсотлетия патентных и авторских прав в США. За восемь лет в качестве регистратора, Оман усилил международную защиту американского авторского права (для этого был создан Международный институт авторского права). Он также инициировал экспериментальную программу для преобразования процесса регистрации авторских прав при помощи цифровых и интернет-технологий. Оман является одним из трёх директоров-основателей Комитета США во Всемирной организации интеллектуальной собственности. Оман был освобождён от должности регистратора авторских прав 8 января 1994 года.
C 1994 по 2008 годы Оман работал юристом в филадельфийской компании Dechert. По состоянию на ноябрь 2011 года, Ральф Оман преподаёт в Школе права Университета Джорджа Вашингтона, являясь специалистом в области интеллектуальной собственности и патентного права.

## Комментарии
1. ↑  Бернская конвенция об охране литературных и художественных произведений была принята в 1886 году и стала ключевым соглашением в области международного авторского права, однако США более ста лет не подписывали конвенцию. Это произошло только в 1989 году.